# Black Sabbath (píseň)
"Black Sabbath" je úvodní skladba z eponymního alba anglické heavy metalové skupiny Black Sabbath Black Sabbath, vydaného v roce 1970. Skladbu napsali všichni tehdejší členové, tedy zpěvák Ozzy Osbourne, kytarista Tony Iommi, baskytarista Geezer Butler a bubeník Bill Ward a produkoval ji Rodger Bain.

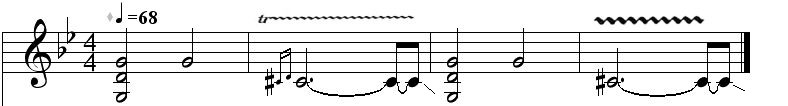
Motiv skladby